# Grégory Alldritt

a Compétitions nationales et continentales officielles uniquement.

b Matchs officiels uniquement.
Dernière mise à jour le 15 mars 2025.
Grégory Alldritt, né le 23 mars 1997 à Toulouse, est un joueur international français de rugby à XV, formé à Auch et jouant au Stade rochelais en Top 14, au poste de troisième ligne centre ou aile.
Avec le Stade rochelais, il perd une finale de Challenge européen, une de Coupe d'Europe et une de Top 14, avant de remporter deux fois consécutives la Coupe d'Europe en 2022, devenu Champions Cup en 2023. Sélectionné en équipe de France à partir de 2019, il remporte le Tournoi des Six Nations 2022 en réalisant le Grand Chelem.

## Biographie

### Jeunesse et formation
Né à Toulouse d'un père écossais avec des origines scandinaves et d'une mère italo-gasconne, Grégory Alldritt possède la double nationalité franco-britannique, comme ses deux frères. Le père de Grégory, Terence Alldritt, né au Kenya, a grandi en Écosse et se revendique écossais. Le père et la mère de Terence sont respectivement originaires de Dublin et du Danemark.
Il est formé à la SA Condom où il commence le rugby en 2004 puis rejoint le FC Auch en 2008, où il évolue notamment en cadet avec Antoine Dupont, Anthony Jelonch et Pierre Bourgarit, qu'il retrouvera plus tard en équipe de France.
En 2016, il est sélectionné en équipe de France des moins de 19 ans.

### Début de carrière à Auch (2015-2017)
Grégory Alldritt joue le premier match de sa carrière avec le FC Auch le 24 avril 2016 à seulement 19 ans, lors d'un match de Fédérale 1 de la saison 2015-2016 contre le FC Oloron. Il entre en jeu en seconde période et inscrit par la même occasion le premier essai de sa carrière,. Il s'agit de son seul match joué de la saison.
La saison suivante, en 2016-2017, il progresse et gagne en importance dans son équipe. Il joue 13 matchs dont sept en tant que titulaire et marque un essai. À la suite du dépôt de bilan du FC Auch à la fin de la saison, Grégory Alldritt quitte le Gers.

### Révélation au Stade rochelais (2017-2020)

#### Découverte du Top 14
Grégory Alldritt rejoint le Stade rochelais en compagnie de son partenaire d'Auch, Pierre Bourgarit, pour la saison 2017-2018, alors qu'il était courtisé par le Stade toulousain, club de la ville où il était étudiant. Il joue son premier match avec son nouveau club le 18 novembre 2017, à l'occasion de la dixième journée de Top 14, contre le Castres olympique. Il est titulaire mais son équipe est battue 31 à 15,. Il marque son premier essai quelques mois plus tard, en mars 2018, lors d'une défaite 21 à 17 face à l'ASM Clermont. Au total, il joue 10 matchs pour 3 titularisations et marque un essai. À l'issue de cette première saison en première division, il prolonge son contrat avec les Maritimes jusqu'en 2021.

#### Débuts en équipe de France et finaliste du Challenge européen en 2019
Fort de ses bonnes prestations avec le Stade rochelais depuis le début de la saison 2018-2019, Grégory Alldritt est sélectionné pour la première fois en équipe de France par Jacques Brunel pour disputer le Tournoi des Six Nations 2019,, notamment afin de constituer une deuxième option au poste de numéro 8, derrière Louis Picamoles. Il joue tous les matchs du tournoi et inscrit ses deux premiers essais en bleu lors de sa troisième sélection, contre l'Écosse, permettant ainsi à son équipe d'empocher un bonus offensif.
En championnat, il joue 18 matchs en étant titulaire 15 fois et marque 6 essais, soit 30 points. Le Stade rochelais atteint les demi-finales de la compétition avant de se faire éliminer par le Stade toulousain. Cependant, les Rochelais se qualifient pour la finale du Challenge européen, après avoir terminé premier de leur poule, puis battu Bristol et Sale en phases finales. En finale, ils affrontent l'ASM Clermont. Grégory Alldritt est titulaire avec le numéro 8, mais son équipe s'incline 36 à 16. Il est l'une des révélations de la saison en Top 14 et a même relégué sur le banc des remplaçants l’ancien All Black Victor Vito en fin de saison. Âgé de 22 ans, son contrat est ensuite prolongé avec son club jusqu'en 2023.

#### Coupe du monde 2019
En mai 2019, Grégory Alldritt est présélectionné dans une liste de 65 joueurs pour participer à la Coupe du monde 2019. Cette liste contient trois joueurs au poste de numéro 8 pour deux places. Il est donc en concurrence avec Ollivon et Picamoles. Quelque temps plus tard, il est définitivement sélectionné par Brunel pour son premier mondial.
Il démarre la compétition comme titulaire en numéro 8, au détriment de l'expérimenté Louis Picamoles. Il réalise un très bon premier match contre l'Argentine, ce qui lui permet d'être titulaire pour les autres matchs de la compétition. Pour sa première Coupe du monde, il participe aux quatre rencontres jouées par la France (Argentine, États-Unis, Tonga, Pays de Galles). Les Bleus sont éliminés en quarts de finale par les Gallois.
De retour au Stade rochelais en novembre 2019, après la Coupe du monde, Grégory Alldritt joue jusqu'au début de l'année 2020. En janvier 2020, il est sélectionné par Fabien Galthié pour participer au Tournoi des Six Nations 2020. Il est titulaire pour les cinq matchs du tournoi, marquant même un essai face à l'Italie. Il est élu à trois reprises homme du match, avec une équipe de France qui rate d'un point le titre de vainqueur du tournoi, obtenant tout de même avec sa 2e place son meilleur résultat depuis 2011. Avec le Stade rochelais, il finit le championnat plus rapidement que prévu à cause de la pandémie de Covid-19 qui met un terme à la saison prématurément. Cette saison, il n'a joué que 2 matchs de Top 14 et 5 de Coupe d'Europe.

### Au plus haut niveau (depuis 2020)

#### Finaliste du Championnat de France et de la Coupe d'Europe en 2021

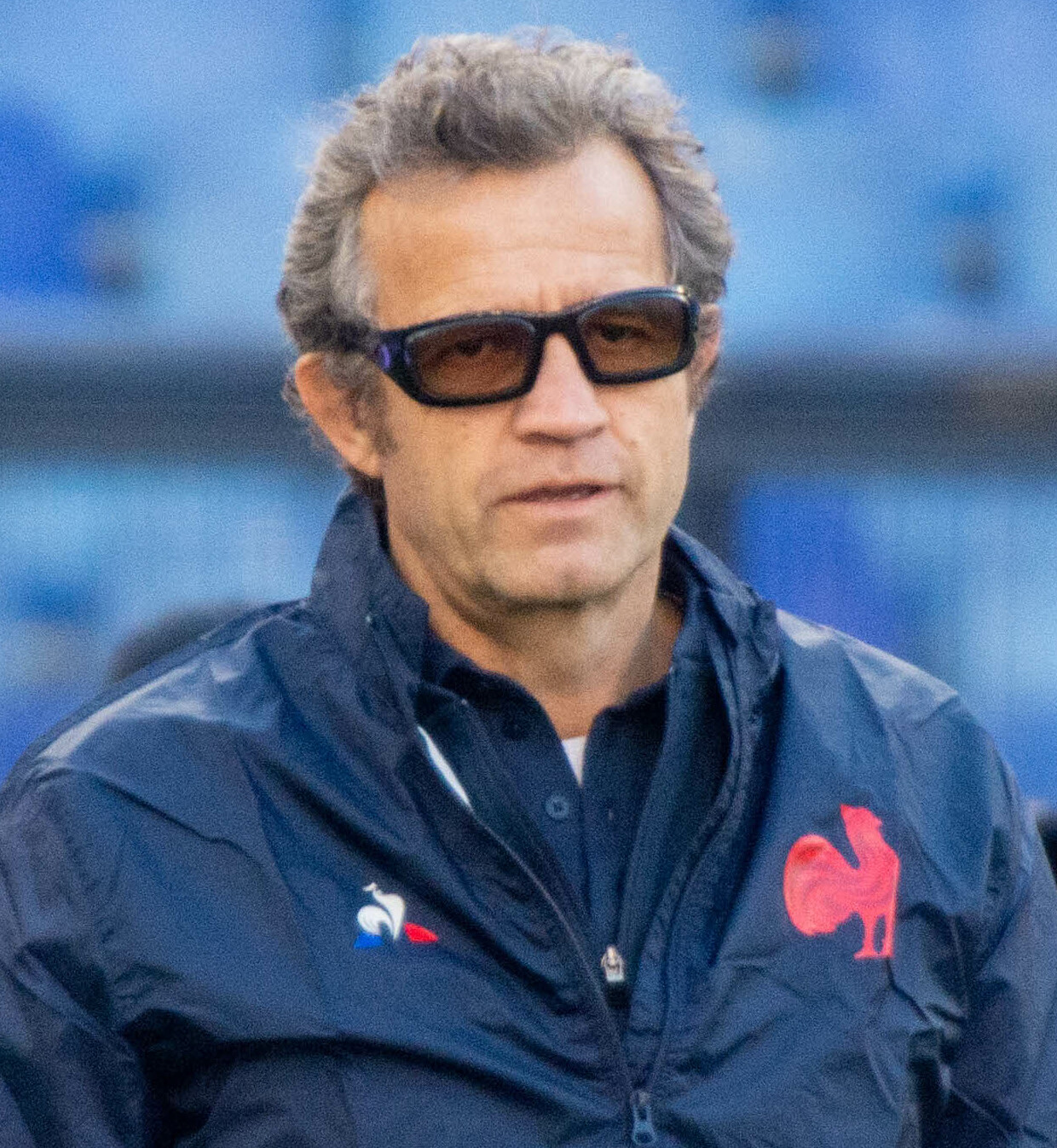
Grégory Alldritt devient un cadre du XV de France lors du premier mandat du sélectionneur Fabien Galthié.

Durant la saison 2020-2021, Grégory Alldritt est l'un des cadres du XV de France et du Stade rochelais, et est l'un des meilleurs joueurs du championnat de France. Cette saison, il partage le capitanat avec le All black Victor Vito et le vétéran Romain Sazy. En novembre 2020, il est sélectionné pour participer à la Coupe d'automne des nations, durant laquelle il ne joue qu'un seul match, contre l'Écosse. En fin d'année 2020, il est nommé, par Midi olympique, dans le XV de l'année en Top 14. Il est ensuite appelé pour participer au Tournoi des Six Nations 2021, durant lequel il joue tous les matchs, en étant à chaque fois titulaire et termine à la deuxième place derrière le Pays de Galles, vainqueur.  Il prend également une place de plus en plus importante avec les Bleus. Il est titulaire indiscutable faisant preuve d'une régularité remarquée, il est même évoqué comme capitaine contre l'Écosse en l'absence de Charles Ollivon et Julien Marchand, dans un match du Six Nations 2021 qui sera finalement reporté.
En club, il joue cinq matchs de Coupe d'Europe et participe donc à l'épopée du Stade rochelais dans cette compétition qui se qualifie en finale, après avoir éliminé Gloucester, Sale et le Leinster. En finale, contre le Stade toulousain, il est titulaire en troisième ligne aux côtés de Kevin Gourdon et Victor Vito, mais son équipe est battue sur le score de 22 à 17. De même en Top 14, il joue 13 matchs dont 11 titularisations et atteint la finale du championnat. Durant ce match, les Rochelais affrontent une nouvelle fois Toulouse. Alldritt est une nouvelle fois titulaire en troisième ligne aux côtés de Gourdon et Wiaan Liebenberg. Pour la seconde fois de la saison, le Stade rochelais est battu en finale (défaite 18 à 8). À l'issue de cette saison, Alldritt, considéré comme le meilleur troisième ligne centre de Top 14, est laissé au repos et n'est donc pas sélectionné avec les Bleus pour la tournée estivale en Australie.
Ses excellentes performances en club et en sélection nationales sont récompensées quand il reçoit, en novembre 2021, l'Oscar Argent, derrière Antoine Dupont qui prend l'Or.

#### Grand Chelem avec les Bleus puis champion d'Europe en 2022
Après une excellente saison 2020-2021, Grégory Alldritt est un titulaire indiscutable en troisième ligne durant la saison 2021-2022 à La Rochelle, où il devance Vito, et en équipe de France. Avec les Bleus, il est dans un premier temps sélectionné pour la tournée d'automne 2021. Il joue les trois matchs de la tournée contre l'Argentine, la Géorgie et la Nouvelle-Zélande que la France remporte. Quelques mois plus tard il est appelé pour participer au Tournoi des Six Nations 2022 et joue tous les matchs du tournoi en tant que titulaire. Les Français remportent tous les matchs de la compétition, réalisant ainsi le Grand Chelem, le dixième de l'histoire du rugby tricolore, le premier depuis douze ans. Il s'agit du premier titre remporté en sélection nationale par Grégory Alldritt. Il réalise un excellent tournoi, en étant très important notamment grâce à ses courses balle en main qui font avancer l'équipe. Il termine troisième meilleur plaqueur français et est le joueur qui gagne le plus de ballons au cours de ce tournoi. Il est donc logiquement nommé dans l'équipe type de la compétition, et est désormais considéré comme étant peut-être le meilleur troisième ligne centre au monde.
Avec le Stade rochelais, il joue 18 matchs toutes compétitions confondues dont 15 en tant que titulaire et marque 5 essais. Cette saison le Stade rochelais atteint à nouveau la finale de la Coupe d'Europe. En finale, les Rochelais affrontent les Irlandais du Leinster. Alldritt est titulaire en troisième ligne aux côtés de Matthias Haddad et Wiaan Liebenberg, joue l'intégralité de la rencontre et son équipe s'impose en fin de match (victoire 21 à 24). Il remporte alors le premier titre de sa carrière et participe au premier trophée majeur remporté par son club. En championnat, La Rochelle est éliminée en barrages par le Stade toulousain, malgré un essai d'Alldritt à la 56e minute de jeu (défaite 33-28). Grégory Alldritt réalise encore une fois une excellente saison.

#### Vainqueur de la Champions Cup en 2023
En début de saison 2022-2023, après le départ à la retraite de son principal concurrent, Victor Vito, Yoan Tanga, qui vient de rejoindre le club, devient son principal concurrent à son poste, sans remettre en cause son statut de titulaire indiscutable. En novembre 2022, il est appelé avec le XV de France, afin de participer à la tournée d'automne. Il est titulaire lors des trois matchs que la France remporte face à l'Australie, l'Afrique du Sud et le Japon,. Deux mois plus tard, en janvier 2023, il est de nouveau appelé en équipe de France pour participer au Tournoi des Six Nations 2023,. Après un début de tournoi en dessous de son niveau habituel, Alldritt retrouve son meilleur niveau à partir de la quatrième journée face à l'Angleterre, lors d'une victoire historique à Twickenham sur le score de 10 à 53. Il est encore une fois titulaire sur l'ensemble des matchs du tournoi. La France termine à la deuxième place derrière l'Irlande qui réalise le Grand Chelem.
Ensuite, le Stade rochelais se qualifie pour la troisième fois consécutive en finale de la Champions Cup, et affronte le Leinster pour la seconde fois. Pour cette rencontre, Grégory Alldritt est titulaire en troisième ligne aux côtés de Levani Botia et Paul Boudehent et réalise un bon match. Son équipe s'impose 27 à 26 et remporte la compétition pour la deuxième fois d'affilée,. À l'issue de cette victoire, il est élu joueur EPCR de l'année 2023, devançant Antoine Dupont, Josh van der Flier, Caelan Doris et Garry Ringrose. Il est aussi nommé dans trois catégories pour les Oscar du Midi olympique : Or, Europe et Monde,. En championnat, les Rochelais terminent deuxième de la saison régulière et se qualifient directement pour les demi-finales où ils éliminent l'Union Bordeaux Bègles (victoire 24 à 13) et rejoignent le Stade toulousain en finale, comme en 2021,. Pour ce match, Grégory Alldritt est titulaire dans la même troisième ligne qu'en Champions Cup. Dans un match très serré, Toulouse s'impose en fin de match et l'emporte 29 à 26,. Alldritt perd ainsi sa deuxième finale de Top 14. Il est ensuite élu dans l'équipe type de la saison de championnat.

#### Coupe du monde 2023 puis capitaine du XV de France
Sélectionné fin juin 2023 dans une liste de 42 joueurs pour préparer la Coupe du monde 2023, il fait partie de la liste officielle des 33 joueurs qui joueront la compétition. Il participe au quart de finale perdu contre l'Afrique du Sud.
En accord avec le Stade rochelais, Alldritt prend plusieurs semaines de vacances après cette compétition. Il effectue son retour avec son club à la fin du mois de décembre, en milieu de saison 2023-2024, lors de la réception du Stade toulousain en Top 14, un match remporté 29-8. Il est ensuite sélectionné pour le Tournoi des Six Nations 2024 et désigné capitaine du XV de France par le sélectionneur Fabien Galthié en l'absence d'Antoine Dupont. Puis, au mois de février, il prolonge son contrat avec son club jusqu'en 2029. À la fin de cette saison, il est élu dans l'équipe type de Top 14.

## Style de jeu
D'un gabarit de 1,91 m pour 118 kg vers ses 19 ans, il perd en masse lors de sa formation sportive professionnelle pour atteindre un poids de forme situé entre 113 et 115 kg.

## Statistiques

### En club
| Saison                | Saison                | Championnat | Championnat | Championnat | Championnat | Coupes d'Europe                        | Coupes d'Europe                        | Coupes d'Europe                        | Coupes d'Europe                        |
| Saison                | Saison                | Compétition | M           | Ess.        | Pts         | Compétition                            | M                                      | Ess.                                   | Pts                                    |
| --------------------- | --------------------- | ----------- | ----------- | ----------- | ----------- | -------------------------------------- | -------------------------------------- | -------------------------------------- | -------------------------------------- |
| 2015-2016             | FC Auch               | Fédérale 1  | 1           | 1           | 5           | Pas de qualification en Coupe d'Europe | Pas de qualification en Coupe d'Europe | Pas de qualification en Coupe d'Europe | Pas de qualification en Coupe d'Europe |
| 2016-2017             | FC Auch               | Fédérale 1  | 13          | 1           | 5           | Pas de qualification en Coupe d'Europe | Pas de qualification en Coupe d'Europe | Pas de qualification en Coupe d'Europe | Pas de qualification en Coupe d'Europe |
| Total FC Auch         | Total FC Auch         | Fédérale 1  | 14          | 2           | 10          |                                        |                                        |                                        |                                        |
| 2017-2018             | Stade rochelais       | Top 14      | 10          | 1           | 5           | Coupe d'Europe                         | -                                      | -                                      | -                                      |
| 2018-2019             | Stade rochelais       | Top 14      | 18          | 6           | 30          | Challenge européen                     | 8                                      | 5                                      | 25                                     |
| 2019-2020             | Stade rochelais       | Top 14      | 2           | -           | -           | Coupe d'Europe                         | 5                                      | 1                                      | 5                                      |
| 2020-2021             | Stade rochelais       | Top 14      | 13          | 10          | 50          | Coupe d'Europe                         | 5                                      | 2                                      | 10                                     |
| 2021-2022             | Stade rochelais       | Top 14      | 13          | 3           | 15          | Coupe d'Europe                         | 8                                      | 2                                      | 10                                     |
| 2022-2023             | Stade rochelais       | Top 14      | 10          | 1           | 5           | Champions Cup                          | 4                                      | 2                                      | 10                                     |
| Total Stade rochelais | Total Stade rochelais | Top 14      | 66          | 21          | 105         | Coupes d'Europe                        | 30                                     | 12                                     | 60                                     |
| Total                 | Total                 | Total       | 80          | 23          | 115         | Coupes d'Europe                        | 30                                     | 12                                     | 60                                     |

### Internationales

#### XV de France
Au 15 mars 2025, Grégory Alldritt compte 56 sélections en équipe de France, pour six essais inscrits. Il a pris part à sept éditions du Tournoi des Six Nations, en 2019, 2020, 2021, 2022, 2023, 2024 et 2025, et à deux éditions de la Coupe du monde, en 2019 et en 2023.
| Année | Compétition                 | Matchs | Points | Essais |
| ----- | --------------------------- | ------ | ------ | ------ |
| 2019  | Six Nations                 | 5      | 10     | 2      |
| 2019  | Test matchs                 | 2      | 5      | 1      |
| 2019  | Coupe du monde              | 4      | -      | -      |
| 2020  | Six Nations                 | 5      | 5      | 1      |
| 2020  | Test matchs                 | 1      | -      | -      |
| 2020  | Coupe d'automne des nations | 1      | -      | -      |
| 2021  | Six Nations                 | 5      | -      | -      |
| 2021  | Test matchs                 | 3      | -      | -      |
| 2022  | Six Nations                 | 5      | -      | -      |
| 2022  | Test matchs                 | 3      | -      | -      |
| 2023  | Six Nations                 | 5      | -      | -      |
| 2023  | Test matchs                 | 3      | -      | -      |
| 2023  | Coupe du monde              | 3      | -      | -      |
| 2024  | Six Nations                 | 4      | -      | -      |
| 2024  | Test matchs                 | 2      | -      | -      |
| 2025  | Six Nations                 | 5      | 10     | 2      |
| Total | Total                       | 56     | 30     | 6      |

| Numéro | Date            | Stade                        | Adversaire     | Compétition             | Résultat | Score |
| ------ | --------------- | ---------------------------- | -------------- | ----------------------- | -------- | ----- |
| 1      | 23 février 2019 | Stade de France, Saint-Denis | Écosse         | Tournoi des Six Nations | Victoire | 27-10 |
| 2      | 23 février 2019 | Stade de France, Saint-Denis | Écosse         | Tournoi des Six Nations | Victoire | 27-10 |
| 3      | 17 août 2019    | Allianz Arena, Nice          | Écosse         | Test match              | Victoire | 32-3  |
| 4      | 9 février 2020  | Stade de France, Saint-Denis | Italie         | Tournoi des Six Nations | Victoire | 35-22 |
| 5      | 31 janvier 2025 | Stade de France, Saint-Denis | Pays de Galles | Tournoi des Six Nations | Victoire | 43-0  |
| 6      | 23 février 2025 | Stadio Olimpico, Rome        | Italie         | Tournoi des Six Nations | Victoire | 24-73 |

| Adversaire       | Matchs joués | Victoires | Défaites | Nuls | Essais | Points | % de victoire |
| ---------------- | ------------ | --------- | -------- | ---- | ------ | ------ | ------------- |
| Afrique du Sud   | 2            | 1         | 1        | 0    | 0      | 0      | 50            |
| Angleterre       | 7            | 4         | 3        | 0    | 0      | 0      | 57.14         |
| Argentine        | 2            | 2         | 0        | 0    | 0      | 0      | 100           |
| Australie        | 2            | 2         | 0        | 0    | 0      | 0      | 100           |
| Écosse           | 11           | 8         | 3        | 0    | 3      | 15     | 72.73         |
| États-Unis       | 1            | 1         | 0        | 0    | 0      | 0      | 100           |
| Fidji            | 1            | 1         | 0        | 0    | 0      | 0      | 100           |
| Pays de Galles   | 9            | 7         | 2        | 0    | 1      | 5      | 77.78         |
| Géorgie          | 1            | 1         | 0        | 0    | 0      | 0      | 100           |
| Irlande          | 7            | 4         | 3        | 0    | 0      | 0      | 57.14         |
| Italie           | 7            | 7         | 0        | 0    | 2      | 10     | 100           |
| Japon            | 2            | 2         | 0        | 0    | 0      | 0      | 100           |
| Nouvelle-Zélande | 3            | 3         | 0        | 0    | 0      | 0      | 100           |
| Tonga            | 1            | 1         | 0        | 0    | 0      | 0      | 100           |
| Total            | 56           | 44        | 12       | 0    | 6      | 30     | 78.57         |

## Palmarès

### En club
- Stade rochelais
  - Finaliste du Challenge européen en 2019
  - Finaliste de la Coupe d'Europe en 2021
  - Finaliste du Championnat de France en 2021 et 2023
  - Vainqueur de la Coupe d'Europe/Champions Cup en 2022 et 2023

### En équipe nationale
- France
  - Vainqueur du Tournoi des Six Nations en 2022 (Grand Chelem) et 2025

#### Tournoi
| Édition          | Rang | Résultats équipe | Résultats Alldritt | Matchs Alldritt |
| ---------------- | ---- | ---------------- | ------------------ | --------------- |
| Six Nations 2019 | 4    | 2 v, 0 n, 3 d    | 2 v, 0 n, 3 d      | 5/5             |
| Six Nations 2020 | 2    | 4 v, 0 n, 1 d    | 4 v, 0 n, 1 d      | 5/5             |
| Six Nations 2021 | 2    | 3 v, 0 n, 2 d    | 3 v, 0 n, 2 d      | 5/5             |
| Six Nations 2022 | 1    | 5 v, 0 n, 0 d    | 5 v, 0 n, 0 d      | 5/5             |
| Six Nations 2023 | 2    | 4 v, 0 n, 1 d    | 4 v, 0 n, 1 d      | 5/5             |
| Six Nations 2024 | 2    | 3 v, 1 n, 1 d    | 3 v, 1 n, 1 d      | 5/5             |
| Six Nations 2025 | 1    | 4 v, 0 n, 1 d    | 4 v, 0 n, 1 d      | 5/5             |

Légende : v = victoire ; n = match nul ; d = défaite ; la ligne est en gras quand il y a Grand Chelem.

##### Coupe du monde
| Édition     | Rang               | Résultats France | Résultats Alldritt | Matchs Alldritt |
| ----------- | ------------------ | ---------------- | ------------------ | --------------- |
| Japon 2019  | Quart de finaliste | 3 v, 1 n, 1 d    | 3 v, 1 n, 1 d      | 4/4             |
| France 2023 | Quart de finaliste | 4 v, 0 n, 1 d    | 2 v, 0 n, 1 d      | 3/5             |

Légende : v = victoire ; n = match nul ; d = défaite.

### Distinctions personnelles
- Oscars du Midi olympique :  Oscar de Bronze 2019[82],  Oscar d'Argent 2021[83], 2022[84],  Oscar d'or 2023[85]
- Membre de l'équipe type du Tournoi des Six Nations en 2022 et 2025
- Prix World Rugby : Membre du XV masculin de l'année en 2022[86]
- Prix EPCR du joueur européen de l'année en 2023[87]
- Membre de l'équipe type du Championnat de France en 2023 et 2024